# ハーラル2世 (デンマーク王)
ハーラル2世（デンマーク語: Harald 2.、989年頃 - 1018年）は、デンマークの王。スヴェン1世“双叉髭王”の息子でクヌーズ2世（クヌート大王）の兄。

## 生涯
ハーラル2世の生涯についてはっきりしたことは分かっていない。デンマーク王スヴェン1世と王妃グンヒルトの長男で、スヴェン1世がイングランドでエゼルレッド2世と戦っている間は摂政も務めた。1014年に即位し、弟のクヌーズがイングランドを征服する間王位にあったが、1018年に死去した。死後、クヌーズがデンマーク王位を継いだ。